# Список епізодів телесеріалу «Коломбо»

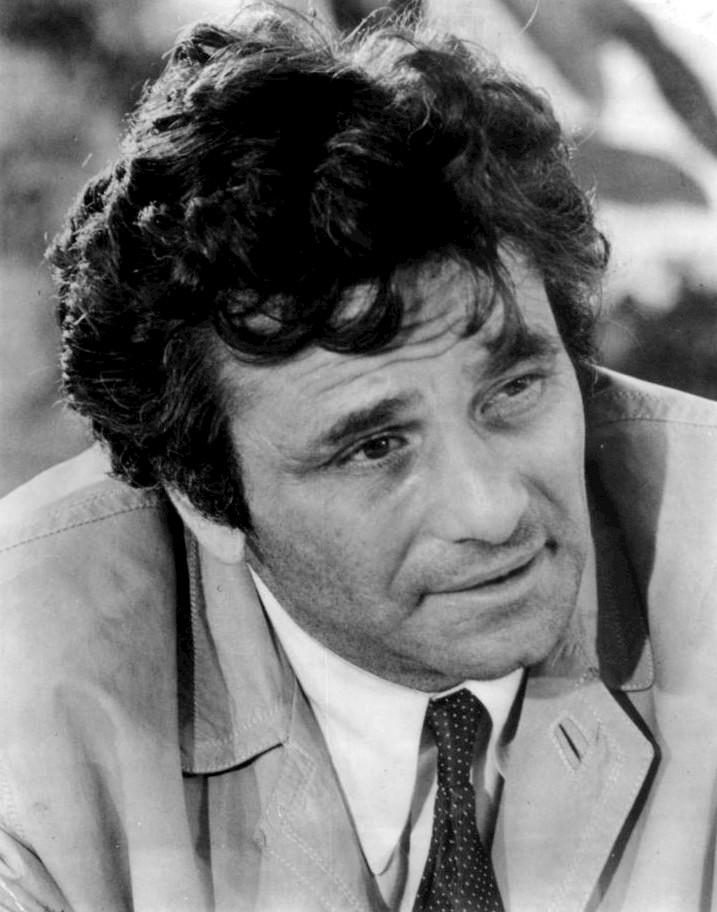
Пітер Фальк у ролі Коломбо

«Коломбо» (англ. Columbo) — американський детективний телесеріал у жанрі «поліцейська драма», створений Річардом Левінсоном і Уільямом Лінком. Пілотна серія серіалу вийшла в ефір у 1968 році; серіал знімався у 1971—1978 роках (44 серії з 69) та після перерви у 1989—2003 роках. Телесеріал оповідає про робочі будні лейтенанта Коломбо, детектива відділу вбивств лос-анджелеської поліції. У ролі лейтенанта Коломбо беззмінно знімався Пітер Фальк. У 2003 році телесеріал закінчився, вийшло 10 сезонів, 69 серій. Телесеріал багаторазово номінувався на престижні премії в галузі телебачення і багато разів вигравав їх.
«Коломбо» спочатку був випущений на каналі NBC у вигляді повнометражного телефільму «Рецепт вбивства» в 1968 році. Фільм був настільки успішний, що канал замовив продовження, яке вийшло на екрани в 1971 році. Ці два телефільма дали початок телесеріалу, спочатку розрахованому на 7 років і закінченому у намічений термін у 1978 році. 11 років по тому телеканал ABC відновив зйомки телесеріалу, знову запросивши Пітера Фалька на головну роль. Було знято 24 нові серії, після чого телесеріал був остаточно закритий у 2003 році. Загалом, «Коломбо» (з перервами) виходив на телеекрани 35 років.
Лейтенант Коломбо — ветеран поліції. Він всюди з'являється з незмінною сигарою, завжди ходить в потертому плащі, усюди їздить на старій машині й розкриває злочини, які йому доручено розслідувати. Він італоамериканець, одружений, має численних родичів, з якими підтримує зв'язок. Його приватне життя практично невідоме, за випадком тих випадків, коли він часом не до місця і багатослівно, сам розповідає про свою сім'ю і захоплення.
Більшість серій телесеріалу побудовано за нестандартною для детективів схемою: глядач із самого початку знає, хто злочинець, і головною інтригою стає те, яким чином Коломбо вдається його знайти. Концепція дозволяє розглядати історію не тільки з точки зору слідчого, але ще і злочинця. Більшість розслідувань Коломбо проводить в Лос-Анджелесі, а злочинцями є відомі та респектабельні представники вищого світу: бізнесмени, політики, модні письменники і шоумени — люди багаті, впливові й захищені адвокатами і зв'язками.

## Опис сезонів
| Сезон | Кількість серій | Прем'єра першої серії | Прем'єра останньої серії | Дата виходу DVD | Дата виходу DVD              | Дата виходу DVD | Дата виходу DVD |
| Сезон | Кількість серій | Прем'єра першої серії | Прем'єра останньої серії | Регіон 1        | Регіон 2                     | Регіон 4        | Регіон 5        |
| ----- | --------------- | --------------------- | ------------------------ | --------------- | ---------------------------- | --------------- | --------------- |
| Пілот | 2               | 20 лютого 1968        | 1 березня 1971           | Н/Д             | Н/Д                          | Н/Д             | Н/Д             |
| 1     | 7               | 15 вересня 1971       | 9 лютого 1972            | 1 жовтня 2013   | 13 вересня 2004              | Н/Д             | Н/Д             |
| 2     | 8               | 17 вересня 1972       | 25 березня 1973          | 1 жовтня 2013   | 8 листопада 2010             | Н/Д             | Н/Д             |
| 3     | 8               | 23 вересня 1973       | 5 травня 1974            | 1 жовтня 2013   | 14 листопада 2005            | Н/Д             | Н/Д             |
| 4     | 6               | 15 вересня 1974       | 27 квітня 1975           | 1 жовтня 2013   | 18 вересня 2006              | Н/Д             | Н/Д             |
| 5     | 6               | 14 вересня 1975       | 2 травня 1976            | 4 березня 2014  | 12 лютого 2007               | Н/Д             | Н/Д             |
| 6     | 3               | 10 жовтня 1976        | 22 травня 1977           | 4 березня 2014  | 30 квітня 2007               | Н/Д             | Н/Д             |
| 7     | 5               | 21 листопада 1977     | 13 травня 1978           | 4 березня 2014  | 30 квітня 2007               | Н/Д             | Н/Д             |
| 8     | 4               | 6 лютого 1989         | 1 травня 1989            | Н/Д             | 31 березня 2008              | Н/Д             | Н/Д             |
| 9     | 6               | 25 листопада 1989     | 14 травня 1990           | Н/Д             | 30 березня 2009              | Н/Д             | Н/Д             |
| 10    | 14              | 9 грудня 1990         | 30 січня 2003            | Н/Д             | 15 червня 2009 27 липня 2009 | Н/Д             | Н/Д             |

### Пілот (1968—1971)
| Номер | Назва                                          | Режисер       | Сценарій                                    | Запрошені актори                                                | Дата прем'єри  |
| --- | ---------------------------------------------- | ------------- | ------------------------------------------- | --------------------------------------------------------------- | -------------- |
| 1 | «Рецепт вбивства» (англ. Prescription: Murder) | Річард Ірвінг | Річард Левінсон і Вільям Лінк               | Джин Баррі, Вільям Віндом, Кетрін Джастіс, Ніна Фох             | 20 лютого 1968 |
| Відомий психіатр Рей Флемінг вирішує позбутися своєї багатої, але обридлої дружини. Він вже давно зраджує їй з молодою коханкою, актрисою Джоан. Флемінг вбиває свою дружину, інсценуючи при цьому пограбування, а Джоан використовує як співучасницю вбивства. Розслідування злочину доручено лейтенанту поліції Коломбо, який використовує нестандартні, але вельми ефективні методи. |                                                |               |                                             |                                                                 |                |
| 2 | «Викуп за мерця» (англ. Ransom for a Dead Man) | Річард Ірвінг | Дін Гаргроув, Річард Левінсон і Вільям Лінк | Лі Грант, Гарлан Вард, Патрісія Меттік, Джон Фінк, Гарольд Гулд | 1 березня 1971 |
| Адвокат Леслі Вільямс вбиває свого чоловіка Пола з пістолета. Потім вона позбавляється трупа і повідомляє поліції про викрадення чоловіка з метою викупу. Незабаром справа про викрадення стає справою про вбивство, але доказів проти Леслі немає. Однак дочка загиблого впевнена в провині своєї мачухи. У цьому також упевнений і лейтенант Коломбо.                                 |                                                |               |                                             |                                                                 |                |

### Перший сезон (1971—1972)
| Номер | Назва                                                  | Режисер           | Сценарій                      | Запрошені актори                                                                      | Дата прем'єри     |
| --- | ------------------------------------------------------ | ----------------- | ----------------------------- | ------------------------------------------------------------------------------------- | ----------------- |
| 3 (1x01) | «Убивство за книгою» (англ. Murder by the Book)        | Стівен Спілберг   | Стівен Бочко                  | Джек Кессіді, Розмарі Форсайт, Мартін Мілнер і Барбара Колбі                          | 15 вересня 1971   |
| Письменник Кен Франклін задумує вбити свого співавтора Джима Ферріса заради одноосібного володіння авторськими правами. Він заманює його в свій заміський будинок, інсценувавши, що той залишився працювати в офісі. Розслідування вбивства починає лейтенант Коломбо. Незабаром Франклін дізнається, що у вчиненого ним вбивства є свідок. Далі Коломбо доведеться розслідувати друге вбивство. |                                                        |                   |                               |                                                                                       |                   |
| 4 (2x01) | «Смерть простягає руку» (англ. Death Lends a Hand)     | Бернард Ковальскі | Річард Левінсон і Вільям Лінк | Роберт Калп, Патрісія Кроулі і Рей Мілланд                                            | 6 жовтня 1971     |
| Відомий газетний магнат Артур Кеннекат звертається до приватного детектива Бріммера з проханням з'ясувати, чи зраджує йому його молода дружина. Детектив встановлює, що жінка мала коханця, проте замовнику повідомляє, що дружина йому вірна. Детектив планує використовувати компрометуючу інформацію для шантажу. Бріммер пропонує дружині магната повідомити інформацію про бізнес чоловіка, однак та відмовляється, і детектив вбиває її. Коли до розслідування підключається Коломбо, Бріммер пропонує йому свою допомогу. |                                                        |                   |                               |                                                                                       |                   |
| 5 (3x01) | «Мертвий вантаж» (англ. Dead Weight)                   | Джек Смайт        | Джон Т. Дуган                 | Едді Альберт, Кейт Рід, Сюзанн Плешетт, Джон Керр                                     | 27 жовтня 1971    |
| Генерал-майор Холлістер вбиває свого компаньйона, полковника Роджера Даттона, щоб приховати фінансові махінації, які вони здійснювали разом. Однак свідком злочину випадково стає молода жінка Хелен Стюарт, яка розповідає про це лейтенанту Коломбо. Дізнавшись ім'я свідка, Холлістер вступає з нею в романтичні відносини і змушує її засумніватися в тому, що вона бачила. |                                                        |                   |                               |                                                                                       |                   |
| 6 (4x01) | «Вдалий для звинувачення» (англ. Suitable for Framing) | Хай Авербек       | Джексон Гілліс                | Росс Мартін, Дон Амічі, Кім Гантер, Розанна Гаффман, Роберт Шейн                      | 17 листопада 1971 |
| Відомий художній критик вбиває свого дядька, прагнучи заволодіти його колекцією картин. Потім він вбиває студентку, яка допомагала йому здійснити злочин. Крім того, підробляє докази проти колишньої дружини свого дядька, щоб навести на неї підозру. Однак Коломбо вважає по-іншому, а причина — в відбитках. |                                                        |                   |                               |                                                                                       |                   |
| 7 (5x01) | «Жінка в очікуванні» (англ. Lady in Waiting)           | Норман Ллойд      | Стівен Бочко і Барні Слейтер  | Сьюзан Кларк, Джессі Ройс Лендіс, Річард Андерсон і Леслі Нільсен                     | 15 грудня 1971    |
| Бет Чедвік хоче одружитися з Пітером Гамільтоном, що служить адвокатом в їхній сімейній компанії. Однак її брат, підозрюючи в нареченому сестри мисливця за багатим посагом, категорично їй це забороняє. Дівчина вбиває брата, при цьому обставляє злочин як нещасний випадок при самообороні. Суд виносить виправдувальний вердикт, і тепер Бет має повну свободу в управлінні компанією і в особистому житті. Але лейтенант Коломбо впевнений, що вбивство було умисним, питання лише в тому, як це довести.                  |                                                        |                   |                               |                                                                                       |                   |
| 8 (6x01) | «Коротке замикання» (англ. Short Fuse)                 | Едвард М. Амброс  | Джексон Гілліс                | Родді Макдауелл, Енн Френсіс, Джеймс Грегорі, Айда Лупіно, Вільям Віндом, Лоуренс Кук | 19 січня 1972     |
| Роджер Стенфорд — один з акціонерів хімічної компанії, яка дісталася йому у спадок від батька. Хлопець «пропалює життя», відвідуючи казино і вживаючи наркотики. Його дядькові Девіду Букнеру це не подобається, і він збирається позбавити свого племінника місця в компанії. Розуміючи, що іншого виходу немає, Роджер за допомогою хитромудрого пристрою підриває машину, в якій знаходиться його дядько з шофером. Коломбо починає розслідування подвійного вбивства.                                                        |                                                        |                   |                               |                                                                                       |                   |
| 9 (7x01) | «План вбивства» (англ. Blueprint for Murder)           | Пітер Фальк       | Стівен Бочко                  | Дженіс Пейдж, Памела Остін, Джон Фідлер, Форрест Такер                                | 9 лютого 1972     |
| Мультимільйонер Бо Вільямсон дізнається, що його дружина Дженніфер працює над проектом з Еліотом Маркхамом, енергійним і амбіційним архітектором. Той не шкодує грошей чоловіка своєї помічниці для здійснення своїх ідей. Вільямсон у гніві влаштовує скандал Маркхаму і забороняє продовження робіт. Елліот вбиває мільйонера і інсценує його зникнення, використовуючи при цьому професійну діяльність лейтенанта Коломбо для приховування свого злочину.                                                                     |                                                        |                   |                               |                                                                                       |                   |

### Другий сезон (1972—1973)
| Номер | Назва                                                           | Режисер           | Сценарій                                      | Запрошені актори                                                                    | Дата прем'єри     |
| --- | --------------------------------------------------------------- | ----------------- | --------------------------------------------- | ----------------------------------------------------------------------------------- | ----------------- |
| 10 (1x02) | «Етюд у чорному кольорі» (англ. Étude in Black)                 | Ніколас Коласанто | Стівен Бочко, Річард Левінсон і Вільям Лінк   | Джон Кассаветіс, Джеймс Олсон, Блайт Даннер, Анжанетт Комер, Мірна Лой і Пет Моріта | 17 вересня 1972   |
| Молода піаністка Дженніфер Веллс наполягає на законному шлюбі з одруженим диригентом Алексом Бенедиктом, погрожуючи, в іншому випадку, оприлюднити їх любовний зв'язок. Аби не допустити скандалу, чоловік вбиває дівчину, при цьому маскуючи вбивство під самогубство, проте припускається помилки, яку помічає лейтенант Коломбо. |                                                                 |                   |                                               |                                                                                     |                   |
| 11 (2x02) | «Тепличні джунглі» (англ. The Greenhouse Jungle)                | Борис Сагал       | Джонатан Латімер                              | Рей Мілланд, Боб Діші, Сандра Сміт, Бредфорд Діллман                                | 15 жовтня 1972    |
| Колекціонер рідкісних орхідей Джарвіс Гудленд разом зі своїм племінником Тоні інсценує викрадення останнього, щоб пограбувати трастовий фонд. Після того, як викуп був отриманий, дядько вбиває племінника. Не бажаючи ділитися з дружиною Тоні, Джарвіс Гудленд підкидає їй знаряддя вбивства, щоб підозра впала на неї. |                                                                 |                   |                                               |                                                                                     |                   |
| 12 (3x02) | «Найнебезпечніша гра» (англ. The Most Crucial Game)             | Джеремі Каган     | Джон Т. Дуган                                 | Роберт Калп, Дін Джаггер, Валері Харпер, Сьюзан Ховард і Дін Стоквелл               | 5 листопада 1972  |
| Студент останнього курсу Ерік Вагнер успадкував від батька футбольну команду «Лос-Анджелес Рокетс». Але його ставлення до справи не влаштовує Пола Генлона, тренера команди, який вважає, що у Вагнера не вистачає амбіцій. Генлон, який мріє про створення спортивної імперії, вбиває Еріка Вагнера і обставляє вбивство як нещасний випадок. При цьому він уміло маскує сліди і докази. Однак Коломбо, який розслідує дивну смерть, швидко визначає, що це умисне вбивство. |                                                                 |                   |                                               |                                                                                     |                   |
| 13 (4x02) | «Кинджал уяви» (англ. Dagger of the Mind)                       | Річард Куайн      | Джексон Гілліс, Річард Левінсон і Вільям Лінк | Річард Бейсхарт, Бернард Фокс і Онор Блекман                                        | 26 листопада 1972 |
| Власник театру Роджер Хавершем затіває сварку з актором Королівської шекспірівської трупи Ніколасом Фрейми і його дружиною Ліліан Стенхоуп. У ході сутички Ліліан випадково вбиває його. Щоб приховати вбивство, подружжя кладе тіло в багажник автомобіля, відвозять в будинок убитого, де інсценують його падіння зі сходів. У цей час Коломбо знаходиться з візитом у Лондоні, куди прибув на запрошення старшого суперінтенданта Скотланд-Ярду Вільяма Дёрка. Коломбо починає розслідування дивної смерті власника театру. Незабаром відбувається ще одне вбивство. |                                                                 |                   |                                               |                                                                                     |                   |
| 14 (5x02) | «Реквієм за падаючою зіркою» (англ. Requiem for a Falling Star) | Річард Куайн      | Джексон Гілліс                                | Енн Бакстер, Кевін Маккарті, Мел Феррер і Едіт Хед                                  | 21 січня 1973     |
| Джин Девіс працює секретарем у старіючої кінозірки Нори Чандлер. Вона заручена зі скандально відомим письменником Джеррі Парксом, який має компрометуючу інформацію про Нору. Паркс вимагає великі гроші за мовчання, і Нора для виду погоджується, маючи намір позбутися шантажиста. У той же вечір Нора, бачать машину Паркса, що заїхала в гараж, обливає гараж бензином і підпалює його. Але вона не підозрює, що Девіс на вечір змінився автомобілями зі своєю нареченою і замість Паркса гине Джин. Коломбо починає розслідування цього злочину. |                                                                 |                   |                                               |                                                                                     |                   |
| 15 (6x02) | «Заковика у вбивстві» (англ. A Stitch in Crime)                 | Хай Авербек       | Шірл Хендрікс                                 | Леонард Німой, Вілл Гір і Енн Френсіс                                               | 11 лютого 1973    |
| Доктор Баррі Мейфілд і його керівник доктор Гайдеманн здійснюють значне відкриття в кардіохірургії. Мейфілд хоче негайно опублікувати повідомлення про це відкриття, а Гайдеманн наполягає на продовженні досліджень. Але Мейфілд не має наміру чекати. Незабаром у Гайдеманна відбувається серцевий напад, і йому потрібна невідкладна допомога. Мейфілд, плануючи позбутися свого незговірливого наставника, виконує операцію на серці й навмисно використовує непридатний для цього шовний матеріал. Однак медсестра Шерон Мартін розкриває злочинний намір хірурга. Тоді Мейфілд вбиває Шерон і фабрикує докази проти її приятеля Гаррі Олександра, колишнього наркомана. Поки Коломбо розслідує вбивство медсестри, Мейфілд вбиває Гаррі. До того ж наближається день, коли нитки на серці доктора Гайдеманна повинні дати свій смертельний результат. |                                                                 |                   |                                               |                                                                                     |                   |
| 16 (7x02) | «Найнебезпечніший матч» (англ. The Most Dangerous Match)        | Едвард М. Абрамс  | Джексон Гілліс                                | Лоуренс Харві                                                                       | 4 березня 1973    |
| Гросмейстер Еммет Клейтон боїться програти титул чемпіона шахісту зі Східної Європи, Томліну Дудеку. Напередодні їхнього матчу Клейтон намагається вбити його, але тяжко поранений Дудек все-таки виживає. Зневірений Клейтон планує отруїти свого суперника в лікарні, перш ніж він зможе прийти в себе і дати свідчення лейтенанту Коломбо, що розслідує цей злочин. |                                                                 |                   |                                               |                                                                                     |                   |
| 17 (8x02) | «Подвійний удар» (англ. Double Shock)                           | Роберт Батлер     | Стівен Бочко                                  | Мартін Ландау, Жанетт Нолан, Тім О'Коннор, Джулі Ньюмар і Дебні Коулмен             | 25 березня 1973   |
| Літній мільйонер Кліффорд Періс заручений з Лізою Чемберс, яка годиться йому в онучки. Це не влаштовує його племінників, близнюків Нормана і Декстера, які розраховують на спадщину. Вони вирішуються на вбивство. Перед Коломбо встає непросте завдання — брати звинувачують один одного, і в обох є серйозні мотиви. Все ускладнюється тим, що адвокат Кліффорда, Майкл Гетеуей, не приховує, що його духівниці вже переписав заповіт на користь своєї нареченої. Однак і вона незабаром гине.. |                                                                 |                   |                                               |                                                                                     |                   |

### Третій сезон (1973—1974)
| Номер | Назва                                              | Режисер           | Сценарій                                                       | Запрошені актори                                                  | Дата прем'єри    |
| --- | -------------------------------------------------- | ----------------- | -------------------------------------------------------------- | ----------------------------------------------------------------- | ---------------- |
| 18 (1x03) | «Гарна, але летальна» (англ. Lovely But Lethal)    | Жанно Шварц       | Джексон Гілліс і Мірна Берковічі                               | Віра Майлз, Мартін Шін, Вінсент Прайс, Брюс Кірбі і Джон Фіннеган | 23 вересня 1973  |
| Власниця косметичної фірми Вівека Скотт дізнається від секретаря конкуруючої компанії Ширлі Блейн, що її головний фахівець і колишній коханець Карл Лессінг збирається продати формулу омолоджуючого крему її конкуренту, Девіду Лангу. Прийшовши до Карла додому, вона намагається підкупити його. Карл готовий піти їй назустріч, але при цьому хоче бути партнером. Розгнівана Вівека вбиває його. Поки Коломбо веде розслідування, секретарка Девіда Ланга дізнається, хто вбив Карла Лессінга, і починає шантажувати Скотт. |                                                    |                   |                                                                |                                                                   |                  |
| 19 (2x03) | «Старий портвейн» (англ. Any Old Port in a Storm)  | Лео Пенн          | Стенлі Ральф Росс і Ларрі Коен                                 | Дональд Плезенс, Дана Елкар і Джулі Харріс                        | 7 жовтня 1973    |
| Гурман і енофіл Едріан Карсіні успадкував невелику винну справу, що спеціалізується на збиткових, але дорогих винах. Його зведений брат і партнер Енріко при цьому став власником землі. Енріко повідомляє про свій намір одружитися і продати землі під виноградники конкурентам, виробникам дешевих, але прибуткових вин. Едріан не згоден із братом; в сварці він б'є Енріко по голові й залишає помирати в герметичному винному погребі, а пізніше інсценує нещасний випадок, щоб приховати злочин. Коломбо підозрює Едріана у вбивстві, і, по ходу розслідування, осягає основи виноробства. |                                                    |                   |                                                                |                                                                   |                  |
| 20 (3x03) | «Кандидат на вбивство» (англ. Candidate for Crime) | Борис Сагал       | Ірвінг Перлберг, Елвін Р. Фрідман, Роланд Кіббі і Дін Гаргроув | Джекі Купер і Кеті Сагал                                          | 4 листопада 1973 |
| Кандидат у сенатори Нельсон Гейвард вбиває керівника свого передвиборчого штабу, Гаррі Стоуна. Гейвард все розрахував: він запропонував Стоуну сфальсифікувати загрози життю, спрямовані на свою адресу, і Стоун погодився. Він заманює Стоуна, одягненого як Гейвард і їде в його машині, в гараж, розташований в пляжному будиночку кандидата, де стріляє в нього. Через деякий час Гейвард намагається переконати лейтенанта Коломбо в тому, що метою вбивці був він сам, а Стоун був вбитий помилково. Щоб слідство пішло по помилковому сліду, кандидат у сенатори інсценує замах на самого себе. |                                                    |                   |                                                                |                                                                   |                  |
| 21 (4x03) | «Подвійний вибух» (англ. Double Exposure)          | Річард Куайн      | Стівен Дж. Кеннел                                              | Роберт Калп                                                       | 16 грудня 1973   |
| Спеціаліст по мотиваційним дослідженням Барт Каппль є автором кількох успішних книг по темі підсвідомої реклами, яка укладається у вставці кадрів рекламованого продукту в кадри фильму. Незважаючи на успіх своєї справи, у вільний час чоловік займається шантажем, фотографуючи своїх одружених клієнтів разом із дівчиною (яку він сам же і найняв, щоб спокушати жертв). Остання жертва, Вик Норріс, відмовляється платити і загрожує викрити Каппля, після чого той вбиває його пострілом у серце, використовуючи в своєму злочині рекламний ролик. Лейтенант Коломбо підозрює доктора в убивстві, але вбивця майстерно заплутав сліди.                                                                       |                                                    |                   |                                                                |                                                                   |                  |
| 22 (5x03) | «Публікуй або помирай» (англ. Publish or Perish)   | Роберт Батлер     | Пітер С. Фішер                                                 | Джек Кессіді, Міккі Спіллейн, Маріетта Хартлі і Джек Бендер       | 18 січня 1974    |
| Видавець Райлі Грінліф схвильований тим, що письменник Ален Меллорі не хоче продовжувати з ним контракт і вирішив видати свій новий бестселер у його конкурента. Райлі домовляється з Едді Кейном, ветераном війни у В'єтнамі і фахівцем щодо вибухів, про вбивство письменника. У той час як Грінліф напивається в прилеглому барі, Кейн йде в офіс Меллорі й вбиває його пострілом із револьвера. А через короткий час Грінліф вбиває Кейна, обставляючи все як нещасний випадок. Коломбо, який розслідує обидва вбивства, виявляє зв'язок між цими двома злочинами. |                                                    |                   |                                                                |                                                                   |                  |
| 23 (6x03) | «Метушня» (англ. Mind Over Mayhem)                 | Альф Кжеллін      | Стівен Бочко, Дін Харгроув, Роланд Кіббі і Роберт Шпехт        | Хосе Феррер, Лью Ейрс, Джессіка Волтер і Дідрі Холл               | 10 лютого 1974   |
| Молодий і скромний науковець Ніл Кахілл зі своїм батьком Маршалом працює в НДІ кібернетики. Маршал Кахілл, який є главою інституту, вмовляє сина стати «людиною року», за те що він став автором абсолютно нового і ефективного винаходу. Але професор Говард Ніколсон впевнений, що ідея винаходу вкрадена у до того моменту померлого доктора Карла Финча і вимагає зізнатися в плагіаті. Щоб захистити свого сина, Маршал Кахілл вбиває Финча, інсценуючи невдалу крадіжку зі зломом. Розслідуванням вбивства керує лейтенант Коломбо, і в цій заплутаній справі йому на допомогу приходить вундеркінд Стівен Спілберг.                                                                                          |                                                    |                   |                                                                |                                                                   |                  |
| 24 (7x03) | «Лебедина пісня» (англ. Swan Song)                 | Ніколас Коласанто | Девід Рейфіл і Стенлі Ральф Росс                               | Джонні Кеш і Айда Лупіно                                          | 3 березня 1974   |
| Улюблений кантрі-співак місіс Коломбо Томмі Браун переживає непрості часи. Його дружина Една, затята послідовниця нового релігійного руху «Суспільство заблукалих душ», забирає у чоловіка великі гроші на будівництво нового храму. Вона шантажує Брауна його давнім зв'язком з неповнолітньою дівчиною, яка тепер знаходиться під її опікою. Під час рейсу в Лос-Анджелес на невеликому приватному літаку Томмі присипляє дружину і колишню коханку, а сам вистрибує з парашутом. Літак розбивається, жінки гинуть, а Браун обставляє крах літака як трагічну аварію. Брат Едни, Люк, вимагає, щоб Коломбо розслідував цей випадок як подвійне вбивство, в той же час FAA готове списати все на нещасний випадок. |                                                    |                   |                                                                |                                                                   |                  |
| 25 (8x03) | «Справжній друг» (англ. A Friend in Deed)          | Бен Газзара       | Пітер С. Фішер                                                 | Річард Кілі, Розмарі Мерфі і Джон Фіннеган                        | 5 травня 1974    |
| Г'ю Колдуелл вбиває свою дружину. Він шукає допомоги у свого друга і сусіда, заступника комісара поліції Марка Гальперіна. Друг допомагає Колдуеллу, створюючи йому помилкове алібі й інсценуючи пограбування. Разом із лейтенантом Коломбо він починає розслідування, «підозрюючи» в злочині серійного грабіжника, який вже кілька тижнів обкрадає місцеві будинки. У районі починається паніка через грабіжника, «який вчинив своє перше вбивство». Насправді це частина хитромудрого плану Марка Гальперіна, що замислює вбивство власної дружини. |                                                    |                   |                                                                |                                                                   |                  |

### Четвертий сезон (1974—1975)
| Номер | Назва                                                  | Режисер              | Сценарій                         | Запрошені актори                                                  | Дата прем'єри   |
| --- | ------------------------------------------------------ | -------------------- | -------------------------------- | ----------------------------------------------------------------- | --------------- |
| 26 (1x04) | «Вправи з фатальності» (англ. An Exercise in Fatality) | Бернард Ковальскі    | Пітер С. Фішер і Ларрі Коен      | Коллін Вілкокс                                                    | 15 вересня 1974 |
| Спортивний інструктор Майло Дженіс є співвласником мережі популярних спортивних залів. Коли його партнер Юджин Стаффорд розкриває шахрайські операції Дженіс щодо завищення цін на обладнання та матеріали, Дженіс позбавляється від Стаффорда, задушивши і обставивши все як нещасний випадок на тренуванні. Однак спроба створити собі ідеальне алібі грає лише на руку лейтенанту Коломбо, який швидко встановлює, що мова в даному випадку йде про вбивство. |                                                        |                      |                                  |                                                                   |                 |
| 27 (2x04) | «Негативна реакція» (англ. Negative Reaction)          | Альф Кжеллін         | Пітер С. Фішер                   | Дік Ван Дайк                                                      | 6 жовтня 1974   |
| Відомий фотограф Пол Галеско ненавидить свою сварливу дружину Френсіс. Він влаштовує все так, як ніби його дружину викрали, вимагали викуп, а потім убили. Щоб відвести від себе підозру, він підставляє недавно звільненого з в'язниці Елвіна Дешлер. Підробивши всі необхідні докази, він стріляє в Дешлер із револьвера, потім дістає пістолет, з якого була убита Френсіс, вкладає його в руку Дешлер і стріляє собі в ногу так, щоб все виглядало як самозахист при нападі викрадача його дружини. Коломбо потрібно довести провину фотографа, до того як він поїде на Філіппіни.      |                                                        |                      |                                  |                                                                   |                 |
| 28 (3x04) | «Зранку на світанку» (англ. By Dawn’s Early Light)     | Харві Харт           | Говард Бёрк                      | Патрік Макгуен, Брюс Кірбі і Бруно Кірбі                          | 27 жовтня 1974  |
| Популярність військової академії Гайнса падає. Президент опікунської ради при академії, Вільям Гайнс хоче перетворити академію з суто військового училища для хлопчиків в коледж зі спільним навчанням молодих людей обох статей. Але керівник академії, полковник Румфорд категорично проти ідеї Гайнса і вирішує усунути його. Він організовує нещасний випадок, у ході якого Гайнс на очах у публіки гине від вибуху гармати. Румфорд покладає всю відповідальність на кадета Роя Спрінгера, який відповідав за чистку гармати. У розкритті цього злочину Коломбо допоможе пляшка сидру. |                                                        |                      |                                  |                                                                   |                 |
| 29 (4x04) | «Проблемні води» (англ. Troubled Waters)               | Бен Газзара          | Джексон Гілліс і Вільям Дріскілл | Роберт Вон, Джейн Грір, Дін Стоквелл, Бернард Фокс і Патрік Макні | 9 лютого 1975   |
| Автодилер Гайден Данзігер зі своєю заможною дружиною Сільвією відправляється в морський круїз на лайнері. Боячись викриття свого зв'язку зі співачкою Розанною Уеллс, яка з оркестром пливе на цьому ж теплоході, Данзігер вбиває коханку і фабрикує докази так, щоб під підозрою опинився один із музикантів оркестру. Однак на цьому ж судні виявляється лейтенант Коломбо, який теж відправився в морську подорож із місіс Коломбо. |                                                        |                      |                                  |                                                                   |                 |
| 30 (5x04) | «Перегляд» (англ. Playback)                            | Бернард Л. Ковальскі | Девід П. Льюіс и Букер Т. Бредшо | Оскар Вернер, Джіна Роулендс і Марта Скотт                        | 2 березня 1975  |
| Енергійна і владна власниця радіоелектронної корпорації «Мідас Електронікс» Маргарет Мідас оголошує своєму зятю Гарольду Ван Віку, що усуває його від участі в управлінні справами компанії. Вона незадоволена його роботою і до того ж з'ясувала, що зять зраджує її доньці-інваліду. Тоді Гарольд холоднокровно вбиває свою тещу і вміло обманює домашню високотехнологічну систему спостереження, тим самим створюючи собі алібі. Однак при перегляді відео із записом вбивства Коломбо розуміє, що Ван Вік йому бреше.                                                                  |                                                        |                      |                                  |                                                                   |                 |
| 31 (6x04) | «Горе з розуму» (англ. A Deadly State of Mind)         | Харві Харт           | Пітер С. Фішер                   | Джордж Хемілтон, Леслі Воррен і Брюс Кірбі                        | 27 квітня 1975  |
| Психіатр Марк Кольєр вбиває Карла Доннера, чоловіка своєї пацієнтки і коханки Наді. Щоб відвести підозри від себе і Марка, Надя лжесвідчить про невдале пограбування будинку Доннер, в результаті якого і відбулося вбивство. Але Коломбо все ближче підбирається до розгадки, і тоді Кольєр гіпнотизує Надю, змушуючи її вчинити самогубство. Таким чином, єдиний свідок мертвий. |                                                        |                      |                                  |                                                                   |                 |

### П'ятий сезон (1975—1976)
| Номер | Назва                                                              | Режисер        | Сценарій                                       | Запрошені актори                                       | Дата прем'єри    |
| --- | ------------------------------------------------------------------ | -------------- | ---------------------------------------------- | ------------------------------------------------------ | ---------------- |
| 32 (1x05) | «Забута леді» (англ. Forgotten Lady)                               | Харві Харт     | Вільям Дріскілл, Річард Левінсон і Вільям Лінк | Джанет Лі, Моріс Еванс і Сем Джаффе                    | 14 вересня 1975  |
| Колишня кінозірка Грейс Вілер хоче, щоб її чоловік Генрі фінансував її повернення на сцену, але той їй відмовляє. Тоді вона вбиває свого чоловіка уві сні й інсценує самогубство. Коломбо дізнається, що Генрі приховував від своєї дружини страшну таємницю. Справа в тому, що місіс Вілер скоро помре через пухлину мозку. Можливо через це вона навіть не пам'ятає, як вбила свого чоловіка. Крім того, у вбивстві визнається інша людина.                                                                |                                                                    |                |                                                |                                                        |                  |
| 33 (2x05) | «Недоторканність» (англ. A Case of Immunity)                       | Тед Пост       | Лу Шо і Джеймс Мензіс                          | Гектор Елізондо і Сел Мінео                            | 12 жовтня 1975   |
| Головний дипломат посольства арабської держави Суари, Хасан Салах вербує Рахмана Хабіба, наївного ідеаліста, щоб допомогти інсценувати вбивство усіма шанованого офіцера служби безпеки, потім фабрикує докази, щоб все виглядало як робота радикалів. Салах покладає відповідальність за вбивство на відсутнього Хабіба. Потім Салах вбиває Хабіба, щоб остаточно замести сліди. Коломбо розкриває обидва вбивства, але проблема в тому, що у Салаха дипломатичний імунітет, і заарештувати його неможливо. |                                                                    |                |                                                |                                                        |                  |
| 34 (3x05) | «Криза ідентифікації» (англ. Identity Crisis)                      | Патрік Макгуен | Вільям Дріскілл                                | Патрік Макгуен, Леслі Нільсен, Девід Уайт і Брюс Кірбі | 2 листопада 1975 |
| Агент ЦРУ «Джеронімо» дізнається, що високопоставлений державний посадовець Нельсон Бреннер, в минулому також агент ЦРУ, торгує стратегічною інформацією. Щоб приховати правду, Бреннер вбиває «Джеронімо», і той не встигає розкрити його таємницю. Розслідування цього вбивства стає одним із найскладніших для Коломбо. Тепер на кожному кроці йому заважають люди, які звикли зберігати таємниці, в тому числі й директор ЦРУ.                                                                           |                                                                    |                |                                                |                                                        |                  |
| 35 (4x05) | «Справа честі» (англ. A Matter of Honor)                           | Тед Пост       | Бред Радніц, Річард Левінсон і Вільям Лінк     | Рікардо Монтальбан и Ей Мартінес                       | 1 лютого 1976    |
| Відомий матадор Луїс Монтойя — національний герой Мексики. І ніхто не знає, що легендарний матадор вже давно боїться вийти на арену. Ніхто, крім Гектора Рангеля, його багаторічного партнера. Монтойя вирішує вбити Гектора, щоб той забрав його таємницю в могилу. Він присипляє Гектора на арені, а потім спускає на нього бика, який вбиває того. Начальник місцевої поліції просить лейтенанта Коломбо (який опинився на вихідних у Тіхуані) взяти участь в розслідуванні дивної події.                 |                                                                    |                |                                                |                                                        |                  |
| 36 (5x05) | «Тепер ви його бачите» (англ. Now You See Him)                     | Харві Харт     | Майкл Слоун, Річард Левінсон і Вільям Лінк     | Джек Кессіді і Роберт Лоджа                            | 29 лютого 1976   |
| Власник «Кабаре магії» Джессі Джером знає, що його бізнес-партнер, відомий ілюзіоніст «Великий Сантіні» насправді Штефан Мюллер, колишній нацист, що служив охоронцем у концтаборі. Він постійно шантажує фокусника, як тільки його щось не влаштовує. Щоб уникнути розголосу цього факту, Сантіні вбиває Джерома, використовуючи при цьому всю свою сценічну майстерність. Коломбо абсолютно несподівано знаходить розгадку, завдяки друкарській машинці.                                                   |                                                                    |                |                                                |                                                        |                  |
| 37 (6x05) | «Останній привіт командирові» (англ. Last Salute to the Commodore) | Патрік Макгуен | Джексон Гілліс, Річард Левінсон і Вільям Лінк  | Роберт Вон, Денніс Дуган, Діана Бейкер і Брюс Кірбі    | 2 травня 1976    |
| У свій день народження командор Отіс Свенсон, власник суднобудівної компанії, оголошує про намір продати компанію. Тієї ж ночі командора вбивають. Серед підозрюваних — його дочка Джоанна Клей, літній племінник Свон Свенсон, адвокат Кіттерінг і робочий Вейн Тейлор. Крім того, Свенсон був незадоволений темними справами свого зятя Чарльза Клея, який має мотив для вбивства. У розслідуванні цього вбивства Коломбо допомагає молодий детектив, новачок у поліції.                                   |                                                                    |                |                                                |                                                        |                  |

### Шостий сезон (1976—1977)
| Номер | Назва                                                            | Режисер              | Сценарій                             | Запрошені актори                                       | Дата прем'єри     |
| --- | ---------------------------------------------------------------- | -------------------- | ------------------------------------ | ------------------------------------------------------ | ----------------- |
| 38 (1x06) | «Зникнення вбивці» (англ. Fade in to Murder)                     | Бернард Л. Ковальскі | Лу Шо, Пітер Фейблман і Генрі Гарсон | Вільям Шетнер, Берт Ремсен, Алан Менсон і Лола Олбрайт | 10 жовтня 1976    |
| Егоїстичний телевізійний актор Ворд Фаулер став об'єктом шантажу з боку свого продюсера і колишньої коханки Клер Дейлі. Фаулер вирішує вбити її. Одягнувши на обличчя лижну маску, він здійснює пограбування магазину, де в той момент здійснювала покупку Клер. Він вбиває її пострілом із пістолета, після чого забирає гроші Клер, потім викидає пістолет і маску. Таким чином, все виглядає як банальне пограбування, що закінчилося вбивством, проте Коломбо з самого початку відкидає цю версію. |                                                                  |                      |                                      |                                                        |                   |
| 39 (2x06) | «Старомодне вбивство» (англ. Old Fashioned Murder)               | Роберт Дуглас        | Пітер С. Фейблман і Лоуренс Вейл     | Джінні Берлін, Тім О'Коннор і Селеста Голм             | 28 листопада 1976 |
| Мистецтвознавець Рут Літтон вбиває свого старшого брата Едварда через те, що він вирішує продати сімейний бізнес і закрити їх спільний музей, якому Рут присвятила усе своє життя. Співучасником цього вбивства стає чоловік із судимістю. Рут вбиває свого брата, застреливши перед цим свого співучасника. Вона намагається створити видимість, ніби двоє чоловіків вбили один одного при спробі пограбування. Однак Рут майже відразу припускається помилки, завдяки чому Коломбо визначає, що тут йдеться про подвійне вбивство. Розуміючи, що Коломбо підозрює її у вбивствах, Рут намагається підставити свою небогу Джейні. |                                                                  |                      |                                      |                                                        |                   |
| 40 (3x06) | «Історія вбивства» (англ. The Bye-Bye Sky-High I.Q. Murder Case) | Сем Ванамейкер       | Роберт Малкольм Янг                  | Теодор Бікель, Саманта Еггар і Джеймі Лі Кертіс        | 22 травня 1977    |
| Берті Гастінгс виявляє, що його друг, Олівер Брандт, старший партнер в аудиторській фірмі, займається розкраданням коштів. Робить він це для своєї дружини Вівіан — жінки, яка звикла до розкошів. На черговому засіданні товариства «Сігма» — місцевого закритого клубу для геніїв (в якому обидва вони є членами) — Гастінгс каже Брандту, що викриє його. Брандт вбиває Гастінгса двома пострілами в упор, маскуючи все під невдалу спробу пограбування. Лейтенант Коломбо розслідує вбивство і дізнається про особливості життя геніїв.                                                                                        |                                                                  |                      |                                      |                                                        |                   |

### Сьомий сезон (1977—1978)
| Номер | Назва                                                      | Режисер        | Сценарій                                                   | Запрошені актори                           | Дата прем'єри     |
| --- | ---------------------------------------------------------- | -------------- | ---------------------------------------------------------- | ------------------------------------------ | ----------------- |
| 41 (1x07) | «Упіймай мене, якщо зможеш» (англ. Try and Catch Me)       | Джеймс Фроулі  | Джін Томпсон, Пол Такахоу, Річард Левінсон і Вільям Лінк   | Рут Гордон, Маріетта Хартлі і Чарльз Френк | 21 листопада 1977 |
| Письменниця Абігейл Мітчелл переконана в тому, що її улюблена племінниця була убита своїм чоловіком, Едмундом Галвіном. Але ця смерть була визнана нещасним випадком, і Едмунд залишився безкарним. Тоді письменниця вирішує сама покарати його. Вона замикає Едмунда в кімнаті-сейфі й відбуває у справах до Нью-Йорку. Галвин вмирає. Все виглядає як черговий нещасний випадок. Лейтенант Коломбо починає розслідування і стикається з одним із найбільш інтелектуальних вбивць в своїй практиці. |                                                            |                |                                                            |                                            |                   |
| 42 (2x07) | «Вбивство у пляшці» (англ. Murder Under Glass)             | Джонатан Деммі | Роберт Ван Скойк, Річард Левінсон і Вільям Лінк            | Луї Журдан, Шіра Деніз і Мако              | 30 січня 1978     |
| Відомий телеведучий і ресторанний критик Поль Жерар вимагає гроші у власників ресторанів в обмін на хороші відгуки про їхні заклади. Власник одного з ресторанів Вітторіо Россі відмовляється платити критику-шантажисту. Тоді Жерар вбиває його за допомогою вина, в яке додає отруту риби фуґу. Коломбо, розслідуючи це вбивство, насолоджується смаками вишуканої їжі й сам удосконалюється в кулінарії.                                                                                          |                                                            |                |                                                            |                                            |                   |
| 43 (3x07) | «Вчини ідеальне вбивство» (англ. Make Me a Perfect Murder) | Джеймс Фроулі  | Роберт Бліс, Річард Левінсон і Вільям Лінк                 | Рон Ріфкін, Лейні Казан і Брюс Кірбі       | 28 лютого 1978    |
| Марк Макендрюс, редактор телеканалу, отримує підвищення і має намір переїхати до Нью-Йорку. Його коханка Кей Фрістоун вважає, що повинна зайняти його місце. Однак у Марка інші міркування. Тоді Кей вбиває його і створює собі алібі. Коломбо розслідує це вбивство, незважаючи на пошкоджену шию. |                                                            |                |                                                            |                                            |                   |
| 44 (4x07) | «Номер убивці» (англ. How to Dial a Murder)                | Джеймс Фроулі  | Том Лазарус, Ентоні Лоуренс, Річард Левінсон і Вільям Лінк | Кім Кетролл, Нікол Вільямсон, Ед Беглі     | 15 квітня 1978    |
| Доктор психології Ерік Мейсон розправляється зі своїм приятелем доктором Гантером у вельми незвичайний спосіб: нацьковує на нього за допомогою телефонного дзвінка двох дресованих доберманів. Підставою для вбивства є те, що дружина Мейсона (померла при досить підозрілих обставин), зраджувала йому з Гантером. Собак збираються усипити, але лейтенант Коломбо категорично проти цього. |                                                            |                |                                                            |                                            |                   |
| 45 (5x07) | «Конспіратори» (англ. The Conspirators)                    | Лео Пенн       | Говард Бёрк, Пет Робісон, Річард Левінсон і Вільям Лінк    | Жанетт Нолан, Клайв Ревілл                 | 13 травня 1978    |
| Відомий ірландський поет Джо Девлін користується великою любов'ю у своїх читачів. І мало хто знає, що Девлін є посередником терористів, таємно збирає кошти і організовує постачання зброї для Ірландської визвольної армії. Коли посередник Вінсент Полі обманює Девліна, той вбиває його. Коломбо збирає докази проти Девліна. У цей час Девлін повинен вирішити серйозну проблему: йому терміново треба знайти свою зброю і переправити себе через кордон.                                        |                                                            |                |                                                            |                                            |                   |

### Восьмий сезон (1989)
| Номер | Назва                                                              | Режисер        | Сценарій            | Запрошені актори                | Дата прем'єри  |
| --- | ------------------------------------------------------------------ | -------------- | ------------------- | ------------------------------- | -------------- |
| 46 (1x08) | «Коломбо йде на гільйотину» (англ. Columbo Goes to the Guillotine) | Лео Пенн       | Вільям Рід Вудфілд  | Ентоні Ендрюс і Роберт Костанцо | 6 лютого 1989  |
| Елліотт Блейк стверджує, що є телепатом і пропонує свої послуги секретним службам США. Як експерт запрошений Макс Дайсон. Але той виявляється його давнім знайомим. Вони вступають в змову і переконують представників секретних служб уряду США в необхідності фінансування та використання надприродних можливостей Блейка. Після того, як фальсифікація вдається, Блейк розправляється з Дайсоном, обезголовивши його за допомогою гільйотини. Коломбо повинен розкрити це вбивство раніше, ніж Блейк сховається від правосуддя під прикриттям уряду. |                                                                    |                |                     |                                 |                |
| 47 (2x08) | «Вбивство, дим і тіні» (англ. Murder, Smoke and Shadows)           | Джеймс Фроулі  | Річард Алан Сіммонс | Фішер Стівенс і Джефф Перрі     | 27 лютого 1989 |
| Одного разу на кіностудії, де успішно творить молодий талановитий постановник спецефектів Алекс Брейді, з'являється його колишній приятель Леонард Фішер та звинувачує його у загибелі своєї сестри Дженні, показуючи кіноплівку, яка доводить провину Алекса. Щоб уникнути викриття, Брейді вбиває Фішера на одному зі знімальних майданчиків. Коломбо, який розслідує це вбивство, несподівано знаходить у собі режисерський талант. |                                                                    |                |                     |                                 |                |
| 48 (3x08) | «Секс та одружений детектив» (англ. Sex and the Married Detective) | Джеймс Фроулі  | Джеррі Людвіг       | Ліндсей Краус і Пітер Юрасік    | 3 квітня 1989  |
| Сексолог і письменниця Джоан Алленбі вже давно знаходиться в романтичних стосунках зі своїм діловим партнером Девідом Кінкейдом. Але коли вона випадково дізнається, що її коханий цинічно зраджує їй з її ж секретаркою, то не може пробачити зради. Перевдягнувшись повією, вона затіває з Девідом сексуальну гру і вбиває його. Таким чином, підозра у вбивстві Девіда Кінкейда падає на загадкову повію, яку і повинен виявити лейтенант Коломбо. |                                                                    |                |                     |                                 |                |
| 49 (4x08) | «Великий обман» (англ. Grand Deceptions)                           | Сем Ванамейкер | Сі Залковіц         | Роберт Фоксворт                 | 1 травня 1989  |
| Полковник Френк Брейлі крутить роман із дружиною генерала Джека Паджета, паралельно привласнюючи собі його гроші. Підозрюючи недобре, генерал доручає своєму працівникові, старшому сержанту Лестеру Кігану розібратися в цьому питанні. Кіган виявляє докази проти Брейлі, але замість того щоб доповісти генералу про виявлені розкрадання, починає шантажувати Френка. Тоді Брейлі в лижній масці пробирається в табір навчально-тренувального батальйону і вбиває Кігана ножем, потім кладе його тіло на протипіхотну міну, яка згодом вибухає. Потім Брейлі створює собі помилкове алібі. Лейтенант Коломбо знаходить розгадку за допомогою олов'яного солдатика. |                                                                    |                |                     |                                 |                |

### Дев'ятий сезон (1989—1990)
| Номер | Назва                                                                  | Режисер          | Сценарій           | Запрошені актори                                         | Дата прем'єри     |
| --- | ---------------------------------------------------------------------- | ---------------- | ------------------ | -------------------------------------------------------- | ----------------- |
| 50 (1x09) | «Вбивство, автопортрет» (англ. Murder, A Self Portrait)                | Джеймс Фроулі    | Роберт Шерман      | Патрік Бошо, Фіоннула Фленаґан і Шіра Деніз              | 25 листопада 1989 |
| Художник Макс Барсіно успішно живе в одному будинку відразу з трьома жінками: з колишньою дружиною Луїзою, моделлю Джулі та своєю нинішньою дружиною Ванессою. Барсіно отримує задоволення від спостереження того, як жінки борються за його увагу. Луїза знає, що колись Барсіно вбив свого агента з продажу картин. Боячись розголосу, Барсіно вбиває Луїзу і подає все так, ніби жінка потонула в морі, а він у цей час працював у себе в студії. Поки Коломбо розслідує справу, Барсіно пише портрет лейтенанта. |                                                                        |                  |                    |                                                          |                   |
| 51 (2x09) | «Коломбо кричить „вовк“» (англ. Columbo Cries Wolf)                    | Деріл Дьюк       | Вільям Рід Вудфілд | Ребекка Стааб, Марк Марголіс, Джон Фіннеган і Дідрі Холл | 20 січня 1990     |
| Дайан Гантер і Шон Брентлі — коханці та партнери по бізнесу, вони видають чоловічий журнал. Але одного разу Дайан, виведена з терпіння зрадами Шона, оголошує, що має намір продати свій контрольний пакет акцій англійському медійному магнату. Після такої гучної заяви раптом жінка зникає, на Брентлі та його подругу Тіну падає підозра в її вбивстві. Коломбо розуміє — для пред'явлення звинувачення у вбивстві необхідно знайти тіло, а тому поліція буквально перериває все догори дном у шато. Ситуація зі зникненням стає сенсацією і тираж журналу значно збільшується. Коломбо вперше стикається зі справою, де жертва стала співучасницею власного вбивства. |                                                                        |                  |                    |                                                          |                   |
| 52 (3x09) | «Порядок денний для вбивства» (англ. Agenda for Murder)                | Патрік Макгуен   | Джеффрі Блум       | Патрік Макгуен, Пенні Фуллер і Брюс Кірбі                | 10 лютого 1990    |
| Досвідчений адвокат Оскар Фінч користується негласними засобами в роботі зі своїми клієнтами. У 1969 році йому вдалося переконати Пола Маккі, помічника окружного прокурора, вилучити і знищити один документ у справі шантажиста Френка Стапліна. 21 рік по тому Маккі став конгресменом, і за пропозицією кандидата в президенти США губернатора Монтгомері обирається кандидатом у віце-президенти. У разі перемоги губернатора на виборах Фінч сподівається стати міністром юстиції. Але в справу втручається Стаплін, якому пред'явлено чергове звинувачення в здирництві. Він загрожує розповісти всім про події 1969 року і зруйнувати тим самим політичні кар'єри Финча і Маккі. Фінч приїжджає в будинок Стапліна і вбиває його, після чого намагається інсценувати самогубство. На перших порах Коломбо думає, що це і справді так. |                                                                        |                  |                    |                                                          |                   |
| 53 (4x09) | «Спочивайте у мирі, місіс Коломбо» (англ. Rest in Peace, Mrs. Columbo) | Вінсент Макевіті | Пітер С. Фішер     | Хелен Шейвер, Іен Макшейн і Роско Лі Браун               | 31 березня 1990   |
| Успішний агент із нерухомості Вівіан Дімітрі переживає важке потрясіння. Вона дізнається про смерть свого коханого чоловіка Пітера. Він помер у в'язниці, де 10 років сидів за ненавмисне вбивство, а його справу вів лейтенант Коломбо. Тепер, коли чоловіка немає в живих, Вівіан хоче помститися Коломбо. Але перед цим вона вбиває Чарлі Чемберса, свого начальника, за те, що колись той доніс на її чоловіка поліції. Використовуючи роман з одруженим чоловіком, вона створює собі алібі. Потім вона підкидає докази, щоб у слідства склалося враження, що Чемберс був убитий місцевими жителями, незадоволеними діями нового забудовника. Коломбо починає розслідування, а Вівіан готує свій план помсти. |                                                                        |                  |                    |                                                          |                   |
| 54 (5x09) | «Нелегко лежить корона» (англ. Uneasy Lies the Crown)                  | Алан Дж. Леві    | Стівен Бочко       | Ненсі Вокер и Дик Сарджент                               | 28 квітня 1990    |
| Лікар-дантист Веслі Корман витрачає гроші своєї дружини Лідії і тестя Горація Шервина на азартні ігри. Але Лідія має намір розлучитися з Веслі, щоб одружитися з їх спільним приятелем відомим кіноактором Адамом Евансом. Тестеві теж набридло оплачувати борги зятя. До того ж Шервин має намір позбавити його практики в своїй клініці. Тоді Веслі вирішує позбутися від дружини і як спадкоємць отримати доступ до її грошей. Коли Еванс приходить на черговий прийом до Кормана, той поміщає йому під зубну пломбу дигіталіс і розраховує так, що оболонка отрути розчинеться під час побачення Лідії і Еванса. Підозра в смерті Еванса падає на Лідію. Коломбо розслідує незвичайне вбивство. |                                                                        |                  |                    |                                                          |                   |
| 55 (6x09) | «Вбивство у Малібу» (англ. Murder in Malibu)                           | Волтер Грауман   | Джексон Гілліс     | Бренда Ваккаро                                           | 14 травня 1990    |
| Тереза Ґорен, авторка численних любовних романів, які стали бестселерами, оголошує, що збирається одружитися з Вейном Дженнінгсом. Авантюрист Дженнінгс набагато молодший від Терези і до того ж звик жити за чужий рахунок. Сестра Терези, Джесс, дзвонить Дженнінгсу від імені Терези і оголошує, що їхні стосунки закінчені. Дженнінгс у люті мчить до Терези і стріляє в неї. Коломбо вже готовий заарештувати його, але з'ясовується, що Тереза була вбита ще до пострілу Дженнінгса. Отже, вбивство скоїв хтось інший, і тепер лейтенант повинен встановити, хто ж застрелив улюблену письменницю місіс Коломбо. |                                                                        |                  |                    |                                                          |                   |

### Десятий сезон і додаткові серії (1990—2003)
| Номер | Назва | Режисер          | Сценарій                                   | Запрошені актори                                                                   | Дата прем'єри     |
| --- | --- | ---------------- | ------------------------------------------ | ---------------------------------------------------------------------------------- | ----------------- |
| 56 (1x10) | «Коломбо йде в колледж» (англ. Columbo Goes to College)                                                  | Е. У. Свекхемер  | Джеффрі Блум і Фредерік Кінг Келлер        | Марі Чітем і Роберт Калп                                                           | 9 грудня 1990     |
| Два приятеля-студента Джастін Роу і Купер Редман ведуть безтурботний спосіб життя, який їм забезпечують заможні батьки. Однак батьківське терпіння не безкінечне, і до того ж студенти були спіймані професором Раском на підробці екзаменаційного тесту і тепер їм загрожує виключення. І тоді хлопці вирішують розправитися з професором. За допомогою мініатюрної телекамери і дистанційно керованого пістолета вони вбивають професора Раска в гаражі, не виходячи з аудиторії, в якій саме в цей час лейтенант Коломбо, як запрошений лектор, читає студентам лекцію по криміналістиці. До того ж вони намагаються навести лейтенанта на помилковий слід. | |                  |                                            |                                                                                    |                   |
| 57 (2x10) | «Попереджаємо: вбивство шкодить вашому здоров'ю» (англ. Caution: Murder Can Be Hazardous to Your Health) | Деріл Дьюк       | Соня Вольф, Патріція Форд і Ейпріл Рейнелл | Джордж Хемілтон і Пенні Джонсон                                                    | 20 лютого 1991    |
| Популярний ведучий Вейд Андерс веде телешоу щодо розшуку та затримання злочинців. Несподівано його старий знайомий Бадд Кларк повідомляє про те, що має компрометуючий матеріал на Андерса — порнофільм із Вейдом у головній ролі, коли той був ще на початку своєї кар'єри. Кларк вимагає, щоб Андерс віддав йому місце ведучого — або ж касета стане надбанням громадськості. Але Андерс не має наміру здаватися. Знаючи, що Кларк — завзятий курець, Андерс наповнює в його пачці сигарети сульфатом нікотину і підміняє сигарети у нього вдома. Закуривши, Кларк вмирає прямо за робочим столом. Але Вейд допускає кілька промахів, які помічає лейтенант Коломбо. | |                  |                                            |                                                                                    |                   |
| 58 (3x10) | «Коломбо і вбивство рок-зірки» (англ. Columbo and the Murder of a Rock Star)                             | Алан Дж. Леві    | Вільям Рід Вудфілд                         | Шіра Деніз, Літл Річард, Джон Фіннеган, Грант Хеслов і Дебні Коулмен               | 29 квітня 1991    |
| Відомий адвокат Г'ю Крайтон дізнається, що його коханка Марсі Едвардс, в минулому рок-зірка, йому невірна. Він труїть Марсі шампанським і підставляє її коханця, створивши при цьому собі алібі. Помічниця Крайтона, Тріш Фейрбенкс підозрює його у вбивстві Марсі й шантажує цим. А в цей час Коломбо починає розслідування вбивства відомої співачки, до якого прикута увага багатьох журналістів. | |                  |                                            |                                                                                    |                   |
| 59 (4x10) | «Смерть власника джекпоту» (англ. Death Hits the Jackpot)                                                | Вінсент Макевіті | Джеффрі Блум                               | Ріп Торн і Бетсі Палмер                                                            | 15 грудня 1991    |
| Фотограф Фредді Брауер переживає тривалий процес розлучення зі своєю дружиною Ненсі. Але одного разу Фредді виграє величезну суму в лотерею. Щоб не ділити гроші з дружиною, він просить свого дядька Леона Ламарра, багатого ювеліра, отримати виграш за нього. Однак Фредді не знає, що його дядько вже давно є коханцем його дружини й до того ж нещодавно збанкрутував. Леон топить свого племінника у ванні, інсценуючи нещасний випадок. Але лейтенант Коломбо визначає, що це вбивство, а допомагає йому в цьому маленький шимпанзе. | |                  |                                            |                                                                                    |                   |
| 60 (5x10) | «Не час для смерті» (англ. No Time to Die)                                                               | Алан Дж. Леві    | Роберт Ван Скойк                           | Джоанна Гоінг, Томас Калабро, Ден Батлер, Даг Севант, Дениел Девіс і Джульєт Міллс | 15 березня 1992   |
| Коломбо прийшов на весілля свого племінника, поліцейського Енді Парми. Але в розпал весілля молода дружина, фотомодель Мелісса, була викрадена прямо у весільній сукні. Коломбо підключається до розслідування справи. А в цей час Меліса знаходиться в будинку у психопата Руді Страса, який має намір вбити її після проведення певних ритуалів. - В основу серії покладено роман Еда Макбейна «Поки обидва живі» (1976) з циклу про 87-у поліцейську дільницю. | |                  |                                            |                                                                                    |                   |
| 61 (6x10) | «Синиця в руках» (англ. A Bird in the Hand…)                                                             | Вінсент Макевіті | Джексон Гілліс                             | Тайн Дейлі, Грег Евіган, Дон С. Девіс і Стів Форрест                               | 22 листопада 1992 |
| Завзятий гравець Гарольд Маккейн, бажаючи розправитися зі своїм дядьком, власником професійної футбольної команди, встановлює бомбу під «Роллс-Ройсом». Але хтось на викраденій вантажівці садівника збив дядька Фреда, коли той здійснював щоденну ранкову пробіжку. Тепер Гарольду необхідно прибрати бомбу, проте на місце трагедії вже приїхав лейтенант Коломбо. Садівник збирається відігнати «Роллс-Ройс», але машина вибухає на очах у поліцейських і телевізійників. Коломбо починає розслідування обох вбивств. | |                  |                                            |                                                                                    |                   |
| 62 (7x10) | «Така гра» (англ. It's All in the Game)                                                                  | Вінсент Макевіті | Пітер Фальк                                | Фей Данауей, Клаудія Крістіан і Джон Фіннеган                                      | 31 жовтня 1993    |
| Світська левиця Лорен Стейтон зі своєю дочкою Лізою Мартін вирішують розправитися з Ніко Франко, який був коханцем обох жінок і приховував від них це. Мати вбиває Ніко пострілом із пістолета, а дочка створює їй алібі. Лорен готова прийняти удар на себе, щоб відвести підозру в співучасті від Лізи. Вона навіть починає роман із лейтенантом Коломбо, який розслідує це вбивство. Ця справа стає однією з найсумніших в кар'єрі детектива. | |                  |                                            |                                                                                    |                   |
| 63 (8x10) | «Метелик у сірому затінку» (англ. Butterfly in Shades of Grey)                                           | Денніс Дуган     | Пітер С. Фішер                             | Вільям Шетнер і Моллі Хеган                                                        | 10 січня 1994     |
| Радіоведучий Філдінг Чейз відомий на всю країну завдяки своєму ток-шоу на радіо, в якому його прийомна дочка Вікторія виступає продюсером і приймає дзвінки слухачів під час ефіру. Одного разу він дізнається, що Вікторія вирішила жити самостійно. Її друг, гомосексуал Джеррі Вінтерс всіляко допомагає її кар'єрі і збирається виїхати з нею в Нью-Йорк. Але Чейз боїться втратити Вікторію, і тому він вбиває Вінтерса. При цьому він інсценує все так, ніби Вінтерс був застрелений мстивим коханцем. Однак у розмовах із лейтенантом Коломбо він припускається помилок. | |                  |                                            |                                                                                    |                   |
| 64 (9x10) | «Під прикриттям» (англ. Undercover)                                                                      | Вінсент Макевіті | Джеррі Дей                                 | Ед Беглі, Берт Янг, Шіра Деніз, Крістін Бауер і Тайн Дейлі                         | 2 травня 1994     |
| Під час невдалої квартирної крадіжки злодій вбиває господаря квартири, але гине сам від рук господаря. Лейтенант Коломбо, який розслідує цей трагічний випадок, знаходить на місці злочину шматок фотографії. Розслідування злочину веде Коломбо до подій 4-річної давнини. Тоді четверо чоловіків пограбували банк, але потрапили в автомобільну аварію і були вбиті поліцейськими, які прибули на виклик. Але перед загибеллю, вони сховали награбовані 4 мільйони доларів у такому місці, про яке можна дізнатися, тільки якщо зібрати всі фрагменти фотографії. - В основу серії покладено роман Еда Макбейна «Головоломка» (1970) з циклу про 87-у поліційну дільницю. У цій серії бере участь постійний персонаж із циклу про 87-у дільницю Артур Браун (роль якого виконав Гаррісон Пейдж). | |                  |                                            |                                                                                    |                   |
| 65 (10x10) | «Дивні партнери» (англ. Strange Bedfellows)                                                              | Вінсент Макевіті | Лоуренс Вейл                               | Джордж Вендт, Брюс Кірбі, Джон Фіннеган і Род Стайгер                              | 8 травня 1995     |
| Тедді Маквей вліз у борги букмекеру Бруно Романо. Це набридає братові Тедді, власнику ферми з розведення чистокровних коней Грейама Маквею. Він вбиває брата пострілом із пістолета. Потім він вбиває і Бруно Романо, вклавши йому в руку револьвер, з якого був убитий Тедді. Потім він викликає поліцію і заявляє про вбивство гангстера в результаті самооборони. Здається, що все добре сплановано, але літній ватажок місцевих бандитів Вінченцо Фортеллі звинувачує Маквея в обох вбивствах і вимагає у нього відшкодування витрат у зв'язку зі смертю Тедді. Якщо той не погодитися заплатити, гангстери вб'ють його. Лейтенанту Коломбо доводиться співпрацювати з мафіозі, щоб не допустити самосуду і розкрити 2 вбивства.                                                               | |                  |                                            |                                                                                    |                   |
| 66 (11x10) | «Слід убивства» (англ. A Trace of Murder)                                                                | Вінсент Макевіті | Чарльз Кіппс                               | Девід Раш, Шіра Деніз і Джон Фіннеган                                              | 15 травня 1997    |
| Патрік Кінслі, експерт відділу криміналістики лос-анджелеської поліції, незадоволений тим, що його зустрічі з одруженою коханкою проходять таємно. Але Кетлін не може розлучитися з чоловіком, багатієм Кліффордом Калвертом, тому що в такому випадку залишиться ні з чим. Тоді коханці здійснюють вбивство брокера Говарда Сельцера так, щоб докази вказували на Кліффорда Калверта. На руку злочинцям грає і той факт, що в розслідуванні буде задіяна лабораторія Кінслі. Однак лейтенант Коломбо незабаром починає розуміти, що Кетлін Калверт і Патрік Кінслі добре знайомі один з одним, отже, в цій справі щось не так… | |                  |                                            |                                                                                    |                   |
| 67 (12x10) | «Попіл до попелу» (англ. Ashes to Ashes)                                                                 | Патрік Макгуен   | Джеффрі Хетчер                             | Патрік Макгуен, Ру Маккленахан, Еді Макклерґ і Саллі Келлерман                     | 8 жовтня 1998     |
| Директор похоронного бюро Ерік Прінс — заможна людина. Послугами його закладу користуються багаті і відомі люди. Але в його минулому є темні плями: тележурналістці Веріті Чандлер стало відомо, що 20 років тому Ерік Прінс зняв з тіла покійної зірки німого кіно Доротеї Пейдж діамантове намисто і привласнив його. Щоб уникнути викриття, Прінс вбиває журналістку і здійснює кремацію її тіла разом із іншим померлим. Однак Коломбо розуміє, що в цій справі все не так, а допомагає йому в цьому уламок шрапнелі. | |                  |                                            |                                                                                    |                   |
| 68 (13x10) | «Вбивство, де забагато нот» (англ. Murder With Too Many Notes)                                           | Патрік Макгуен   | Джеффрі Кава і Патрік Макгуен              | Біллі Конноллі                                                                     | 12 березня 2001   |
| Відомий композитор і диригент Фіндлі Кроуфорд приховує той факт, що музику за нього пише Гебріел Макенері. Остання робота навіть відзначена премією «Оскар». Але молодому таланту набридає залишатися невідомим, і він повідомляє Кроуфорда, що має намір розкрити правду про авторство. Кроуфорд обпоює Макенері, а потім вбиває його, інсценуючи нещасний випадок. Однак Коломбо встановлює, що йдеться саме про вбивство… | |                  |                                            |                                                                                    |                   |
| 69 (14x10) | «Коломбо любить нічне життя» (англ. Columbo Likes the Nightlife)                                         | Джеффрі Райнер   | Майкл Алаймо                               | Метью Ріс, Кармін Джовінаццо, Стів Шірріпа і Джон Фіннеган                         | 30 січня 2003     |
| Організатор нічних дискотек Джастін Прайс дізнається, що його подруга Ванесса вбила свого колишнього чоловіка Тоні Ґалпера. Але коли він допомагав їй заховати тіло, фотограф Линвуд Кобен зробив знімки цього моменту і тепер шантажує ними Прайса. Прайс погоджується заплатити за негативи призначену суму, але прийшовши на зустріч, вбиває шантажиста. Зовсім непередбачено виходить так, що смерть Кобена виглядає як самогубство. Коломбо розслідує обидва злочини і занурюється в особливості нічного життя Лос-Анджелеса. | |                  |                                            |                                                                                    |                   |